# Дементьева, Анна Юрьевна
А́нна Ю́рьевна Деме́нтьева (род. 28 декабря 1994, Самара, Россия) — российская гимнастка.
Чемпионка мира в командном первенстве (2010); абсолютная чемпионка Европы (2011), чемпионка Европы в упражнении на бревне (2011), победительница и призёр этапов Кубка мира, чемпионка Европы среди юниоров в командном первенстве (2008); победительница Всемирной Гимназиады (2009); 3 - кратная чемпионка России; обладательница, 2 – кратный серебряный и 2 – кратный  бронзовый призёр Кубка России.  Победительница Всемирной летней Универсиады 2013 года в Казани в командном первенстве.

## Спортивная карьера

### Начало карьеры
В спортивную гимнастику Анна Дементьева попала ещё из детского сада, расположенного недалеко от гимнастического корпуса на стадионе «Металлург», который до строительства «Грации» оставался единственной базой для подготовки гимнасток. Тренера Елену Жиганову в четырехлетней очаровательной светловолосой девочке привлекло сочетание мягких, красивых линий тела с гибкостью и ловкостью. А также энергия, которая била ключом. И которую мама вместе с двумя бабушками Ани просто не знали, куда направить. Поэтому приглашение прийти на просмотр в гимнастический зал в семье восприняли с радостью. И с тех пор мама Анны Дементьевой стала настоящей фанаткой гимнастики. Доверив тренировочный процесс с трёхразовыми занятиями, которые длятся по 6-7 часов, тренерской бригаде Савушкин – Жиганова, она помогает дочери во всем остальном. И благодаря этой фанатичной преданности матери, уверен Михаил Савушкин, ни разу за десять лет тренировок Аня не подумала о том, чтобы бросить гимнастику, как это нередко бывает у юных спортсменок.

### 2008 год
Во французском Клермон-Ферране на юниорском первенстве Европы 2008 по спортивной гимнастике Анна в компании подруг по команде Татьяны Набиевой, Алии Мустафиной, Татьяны Соловьёвой и Анастасии Новиковой заняли первое место в командном турнире, набрав 180,625 баллов. Более 10-и (!) баллов им уступили француженки, завоевавшие серебро. При этом  результаты российских юниорок (сумма баллов в команде) превысила результаты взрослых соотечественниц на 4,200 балла.

### 2009 год
На Кубке России по спортивной гимнастике Анна выиграла бронзовую медаль в многоборье, а также стала серебряным призёром в вольных упражнениях и на бревне. Соревнования были отборочными на чемпионат мира, но спортсменка не смогла принять в них участия, т.к. ей ещё не исполнилось 16-и лет, что по правилам Международной федерации гимнастики препятствует участию в официальных международных стартах.
На Всемирной Гимназиаде в катарской Дохе гимнастка вместе с подругами по команде завоевала золото в командном первенстве.

### 2010 год
В рамках подготовки к чемпионату мира в Роттердаме сборная России  приняла участие в розыгрыше Открытого кубка Японии. Анна, Татьяна Набиева, Алия Мустафина, Рамиля Мусина и Ксения Афанасьева обыграли ближайших соперниц — гимнасток Японии — на четыре балла (173,850 и 169,850 соответственно).
На проходящем в Челябинске Кубке России Анна выиграла золото на бревне и стала бронзовым призёром в опорном прыжке.
По результатам выступлений на Кубке и модельных тренировок на «Озере Круглом» вошла в состав команды на чемпионат мира 2010, где вместе с подругами по сборной одержала историческую победу в командном первенстве. Также гимнастка с 3-м результатом вышла в финал упражнения на бревне, но, допустив ряд грубых ошибок, заняла только 6-е место.

## Результаты выступлений
| Год  | Турнир                                        | Место проведения | Вид программы         | Место | Очки    | Место (квалиф.) | Очки (квалиф.) |
| ---- | --------------------------------------------- | ---------------- | --------------------- | ----- | ------- | --------------- | -------------- |
| 2010 | XLII чемпионат мира по спортивной гимнастике  | Роттердам        | Командное первенство  | 1     | 175,397 | 1               | 234.521        |
| 2010 | XLII чемпионат мира по спортивной гимнастике  | Роттердам        | Бревно                | 6     | 13.966  | 3               | 15.133         |
| 2011 | Чемпионат России по спортивной гимнастике     | Пенза            | Опорный прыжок        | 7     | 12.875  |                 |                |
| 2011 | Чемпионат России по спортивной гимнастике     | Пенза            | Бревно                | 1     | 15.550  |                 |                |
| 2011 | Чемпионат России по спортивной гимнастике     | Пенза            | Брусья                | 2     | 14.725  |                 |                |
| 2011 | Чемпионат России по спортивной гимнастике     | Пенза            | Вольные упражнения    | 2     | 14.325  |                 |                |
| 2011 | Чемпионат России по спортивной гимнастике     | Пенза            | Абсолютное первенство | 1     | 58.050  |                 |                |
| 2011 | Чемпионат России по спортивной гимнастике     | Пенза            | Командное многоборье  | 1     | 174.950 |                 |                |
| 2011 | Кубок мира по спортивной гимнастике           | Париж            | Бревно                | 3     | 13.733  |                 |                |
| 2011 | Кубок мира по спортивной гимнастике           | Париж            | Вольные упражнения    | 3     | 14.433  |                 |                |
| 2011 | IV чемпионат Европы по спортивной гимнастике  | Берлин           | Абсолютное первенство | 1     | 57.475  | 2               | 56.900         |
| 2011 | IV чемпионат Европы по спортивной гимнастике  | Берлин           | Разновысокие брусья   | 4     | 14.475  | 5               | 14.450         |
| 2011 | IV чемпионат Европы по спортивной гимнастике  | Берлин           | Бревно                | 1     | 15.350  | 2               | 14.825         |
| 2011 | IV чемпионат Европы по спортивной гимнастике  | Берлин           | Вольные упражнения    | 7     | 13.950  | 5               | 14.025         |
| 2011 | Кубок мира по спортивной гимнастике           | Москва           | Разновысокие брусья   | 2     | 14.000  | 2               | 14.500         |
| 2011 | Кубок мира по спортивной гимнастике           | Москва           | Бревно                | 1     | 15.100  | 3               | 14.200         |
| 2011 | Кубок мира по спортивной гимнастике           | Москва           | Вольные упражнения    | 1     | 14.525  | 1               | 14.225         |
| 2011 | Кубок России по спортивной гимнастике         | Екатеринбург     | Абсолютное первенство | 1     | 59.800  | 2               | 58.550         |
| 2011 | Кубок России по спортивной гимнастике         | Екатеринбург     | Разновысокие брусья   | 4     | 14.450  | 3               | 14.950         |
| 2011 | Кубок России по спортивной гимнастике         | Екатеринбург     | Бревно                | 2     | 15.150  | 1               | 15.300         |
| 2011 | Кубок России по спортивной гимнастике         | Екатеринбург     | Вольные упражнения    | 6     | 13.050  | 2               | 14.900         |
| 2011 | XLIII чемпионат мира по спортивной гимнастике | Токио            | Командное первенство  | 2     | 175.329 | 2               | 231.062        |
| 2013 | XXVII Всемирная летняя Универсиада            | Казань           | Командное первенство  | 1     | 175.500 | 1               | 175.500        |
| 2013 | XXVII Всемирная летняя Универсиада            | Казань           | Бревно                | 5     | 13.725  | 1               | 15.300         |

## Награды и звания
- Заслуженный мастер спорта России (1 ноября 2010 года)[6]
- Мастер спорта России международного класса (22 декабря 2008 года)[7]
- Почётная грамота Президента Российской Федерации (19 июля 2013 года) — за высокие спортивные достижения на XXVII Всемирной летней универсиаде 2013 года в городе Казани[8]